# Walter Leder
Walter Leder (* 1947; † 17. Juli 2012) war ein deutscher Verwaltungsjurist.

## Werdegang
Leder schloss sein rechtswissenschaftliches Studium mir Promotion ab. Er war dann für den Städte- und Gemeindebund Nordrhein-Westfalen tätig. 1978 kam er als Kämmerer nach Brühl und war dort ab 9. Juni 1990 Stadtdirektor. Nach Abschaffung der kommunalen Doppelspitze in Nordrhein-Westfalen blieb er übergangsweise im Amt und trat am 29. Februar 1996 zurück. Am 1. März 1996 wurde zum kaufmännisch-juristischen Geschäftsführer der Gesellschaft für Anlagen- und Reaktorsicherheit (GRS) berufen und hatte dieses Amt bis zum 31. Dezember 2005 inne.
Er war Lehrbeauftragter an der Fachhochschule für öffentliche Verwaltung Nordrhein-Westfalen.
Im Juli 2012 starb er während eines Wanderurlaubs in Kärnten.

## Ehrungen
- 1997: Verdienstkreuz am Bande der Bundesrepublik Deutschland